# Evangelis Zappas
Evangelis Zappas (in greco Ευαγγέλης Ζάππας?; Labovë, 23 agosto 1800 – Bucarest, 19 giugno 1865) è stato un imprenditore e filantropo greco.
Durante la sua giovinezza, prese parte alla guerra d'indipendenza greca (1821-1830), ricevendo il titolo di Maggiore e combattendo in numerose e importanti battaglie. Dopo l'indipendenza greca, si trasferì in Valacchia, dove ebbe una brillante carriera come uomo d'affari e imprenditore, diventando uno dei più ricchi uomini dell'epoca nell'Europa dell'est.
Nel 1859, sponsorizzò i primi giochi olimpici internazionali dell'era moderna, i Giochi olimpici di Zappas, divenendo noto internazionalmente per essere uno dei principali fautori della nascita dei Giochi olimpici moderni. A fianco della sua volontà di far rivivere le Olimpiadi, è noto in Grecia per la sua attività filantropica e benefica; Zappas infatti fondò numerosi istituti greci e si fece carico della costruzione dello Zappeion, sede del torneo di scherma ai Giochi della I Olimpiade.

## Biografia

### I primi anni, la guerra di indipendenza greca e la carriera in Valacchia
Evangelis Zappas nacque nel 1800 nel villaggio di Labovë, nei pressi di Tepelenë, nell'odierna prefettura di Argirocastro odierna Albania, quando la regione era sotto il dominio dell'Impero ottomano.
Zappas non ricevette alcuna educazione nella sua infanzia e lasciò il suo villaggio a tredici anni, arruolandosi come mercenario nell'esercito ottomano di Alì Pascià di Tepeleni, governatore albanese locale di Tepelenë prima, di Giannina poi. Ciononostante, divenne presto membro dell'organizzazione patriottica greca Filikí Etería e si unì ai suoi compatrioti quando scoppiò la guerra di indipendenza greca (1821). Durante questo periodo, Zappas divenne Maggiore dell'esercito e amico intimo del rivoluzionario greco-albanese Ciamuriota Marko Boçari Markos Botsaris. Dopo la morte di Boçari (Botsaris), nel 1823, servì sotto il comando di illustri generali, come Dimitrios Panourgias, Kitsos Tzavelas Michail Spyromilios e combatté in numerose battaglie. Per convincerlo ad arrendersi, le bande pro-ottomane tennero sua madre in ostaggio, mentre la sua casa a Labove in Albania venne depredata. Si dice che Zappas venne ferito cinque volte in battaglia.
Dopo la fine della guerra di indipendenza (1831), si trasferì in Vallachia, la moderna Romania. Per un breve periodo di tempo, Zappas fece il medico, ma presto entrò nel mondo degli affari. Durante le successive due decadi, guadagnò una fortuna con le sue tenute e le sue fattorie. Tale fortuna economica gli permise di finanziare progetti di filantropia nel suo paese natale in Albania, tra le quali alcune tra le prime scuole in lingua albanese. Negli anni cinquanta, Zappas fu considerato uno dei più benestanti uomini d'affari dell'Europa dell'est; si occupava delle sue finanze dalla sua tenuta a Ion Roată, vivendo nei dintorni di Brașov.

### La rinascita dei Giochi Olimpici
L'idea di far rivivere gli antichi giochi olimpici era stata sollevata di tanto in tanto durante tutto il XIX secolo, ispirata ad un certo grado di romanticismo e di patriottismo. Nel 1833, il poeta romantico Panagiotis Soutsos, nel suo Dialogo con i morti, propose il rilancio delle Olimpiadi nel neonato stato greco, come parte della rinascita dell'antica tradizione greca., Anche l'archeologo Ernst Curtius, nel 1852, dichiarò che gli eventi olimpici sarebbero rinati. Zappas, ispirato da questo sentimento, intendeva rivivere questa antica tradizione con i propri sforzi e le proprie finanze. Agli inizi del 1856, inviò una lettera a re Ottone I, offrendo i fondi necessari per l'intero progetto delle nuove Olimpiadi, provvedendo anche ai premi in denaro per i vincitori.

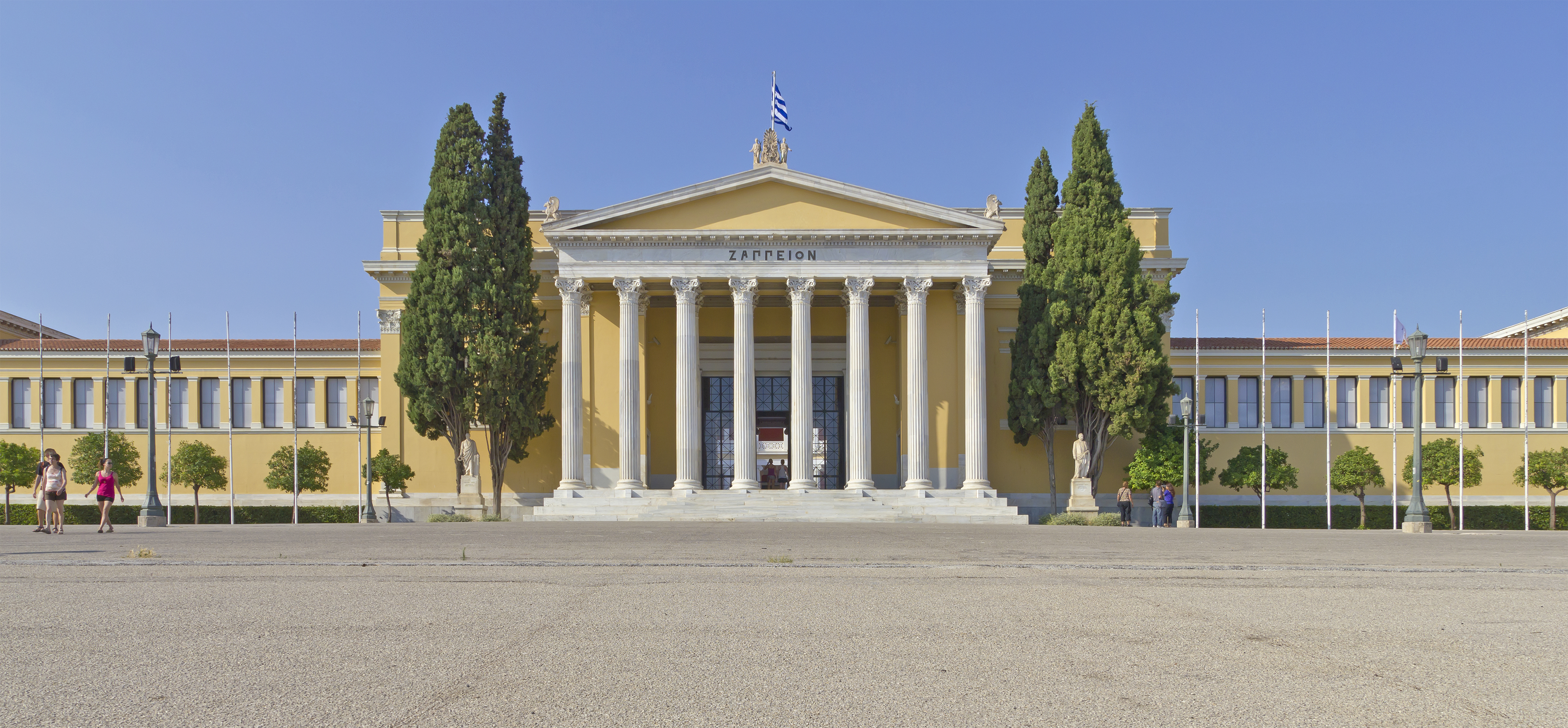
La facciata dello Zappeion.

Questa iniziativa tuttavia non fu senza opposizioni; una parte dei politici greci infatti vedeva in questo progetto solo un ritorno al passato, in direzione opposta allo spirito futuristico dell'era moderna. Alexandros Rizos Rangavis, Ministro degli esteri greco e capo del movimento conservatore e anti-sportivo ateniese, suggerì un'esposizione industriale e agricola al posto dell'evento sportivo. Per mesi non ci fu una risposta ufficiale da parte del governo greco. Nel luglio 1856, un articolo sulla stampa greca di Soutsos, che rese pubblica la richiesta di Zappas, scatenò una numerosa serie di eventi. Alla fine, re Ottone I venne convinto dell'organizzazione della manifestazione in occasione dell'esposizione industriale e agricola, impegnandosi nella realizzazione degli eventi sportivi, con il pieno appoggio di Zappas. In seguito, il filantropo fornì tutti i fondi necessari per la realizzazione del "fondo olimpico".
Il 15 novembre 1859, nella piazza principale di Atene, si inaugurarono i Giochi olimpici di Zappas, la prima Olimpiade dell'era moderna; questa aveva una caratura nazionale, dal momento che i partecipanti appartenevano esclusivamente all'etnia greca. Gli atleti gareggiavano in varie discipline, similmente a quello che succedeva con le antiche Olimpiadi: corsa, lancio del disco, lancio del giavellotto, lotta e salto. Zappas lasciò in eredità la sua fortuna per le future Olimpiadi, che si sarebbero tenute nel Panathinaiko nel 1896. Morì nel 1865. I suoi notevoli fondi vennero usati per la costruzione di strutture permanenti ad Atene, come lo Zappeion, inaugurato ufficialmente il 20 ottobre 1888, con lo scopo di continuare a vivere lo spirito olimpico; in questo edificio infatti si svolsero le gare di scherma ai Giochi della I Olimpiade.